# Kalinyingrádi terület
Kalinyingrádi terület (oroszul: Калининградская область) az Oroszországi Föderáció exklávéja, amely Oroszország többi részétől földrajzilag elkülönülten, a Balti-tenger partján, Lengyelország és Litvánia között helyezkedik el. A terület közigazgatási központja Kalinyingrád városa. A területet nyugatról és délről Lengyelország, északról és keletről Litvánia, északnyugatról pedig a Balti-tenger határolja. Területe 15 100 km², népessége 2021-ben mintegy 1 millió fő volt, népsűrűsége körülbelül 66 fő/km². A második világháború végéig a terület Kelet-Poroszország része volt, majd 1945-ben csatolták a Szovjetunióhoz. Az egykori Königsberg városa ekkor kapta a Kalinyingrád nevet, Mihail Kalinyin szovjet államfő tiszteletére. A terület ma az Orosz Föderáció különleges státuszú régiója, amely fontos katonai és gazdasági szerepet tölt be.
A Kalinyingrádi terület Európa északi részén, a Balti-tenger partvidékén terül el. Földrajzi elhelyezkedése stratégiai jelentőségű, mivel az orosz exklávé a NATO és az Európai Unió tagállamai között helyezkedik el. A táj változatos: tengerparti síkságok, dűnék, folyók és tavak, valamint kiterjedt erdők jellemzik. Legjelentősebb folyói a Pregolja és a Nyeman mellékfolyói. Az éghajlat mérsékelten tengeri hatású, enyhe telekkel és hűvös, csapadékos nyarakkal. A terület gazdaságát a kikötői kereskedelem, a hajógyártás, az élelmiszeripar, valamint az elektromos és elektronikai ipar határozza meg. A mezőgazdaságban főként zöldség- és gabonatermesztés, valamint tejtermelés jellemző. A Kalinyingrádi terület híres borostyánlelőhelyeiről is – itt található a világ egyik legnagyobb borostyánkészlete. A tengerparti üdülőhelyek, történelmi városok és természeti látnivalók révén a turizmus is fontos gazdasági ágazattá vált.
Történelme rendkívül összetett: a térség már az ókorban is lakott volt, később a porosz törzsek, majd a Német Lovagrend fennhatósága alá került. A középkortól kezdve Kelet-Poroszország néven a Német-római Birodalom, majd Poroszország és Németország része volt. A második világháború végén, a potsdami konferencia döntése alapján a Szovjetunióhoz csatolták, míg az őshonos német lakosságot kitelepítették, helyükre pedig szovjet állampolgárok, főként oroszok települtek. 1946-ban a város és a régió is új nevet kapott. A hidegháború alatt a térség zárt katonai övezet volt, stratégiai jelentősége a mai napig fennáll. A Szovjetunió felbomlása után Kalinyingrád orosz exklávévá vált, amely közvetlen szárazföldi kapcsolat nélkül maradt az anyaországgal. A régió ma is fontos geopolitikai szereplő, ugyanakkor kihívásokkal is küzd az elszigeteltség és az uniós határok közé szorítottság miatt. Az elmúlt években megerősödött a helyi identitás és kulturális önállóság iránti törekvés is.

## Fekvése
Oroszország egyéb területeivel nem érintkezik, vagyis az ország exklávéját képezi. Délen Lengyelországgal, keleten és északon Litvániával, nyugaton a Balti-tengerrel határos.
A tengerparton délen a Visztula-földnyelv, északon a Kur-földnyelv homokdűnéi találhatók.

## Története
A vidéket a 13. században a Német Lovagrend foglalta el, majd a 17. században Poroszország fennhatósága alá került. A terület székhelyét, Kalinyingrádot 1946-ig Königsbergnek hívták, Kelet-Poroszország németek lakta székhelye volt. 1945-ben Kelet-Poroszország északi harmadát (15 100 km²) a Szovjetunióhoz, azon belül az Oroszországi SZSZSZK-hoz csatolták, e részből hozták létre 1946. április 7-én a Kalinyingrádi területet. 1991, a Szovjetunió szétesése óta a Kalinyingrádi terület az önálló Oroszországhoz tartozik.
A II. világháború alatt, s után a németek elmenekültek, illetve deportálták őket, helyükre oroszokat telepítettek.
Napjainkban számos nemzet és etnikai csoport képviselői élnek a Kalinyingrádi régióban. Legtöbbjük a következő:
Oroszok (82%), Ukránok (3,5%), Fehéroroszok (3,4%), Litvánok (1%), Örmények (1%), Németek (kevesebb, mint 1%), tatárok (kevesebb, mint 1%).

## Gazdasága
A Szovjetunió felbomlása után a terület gazdasága mély válságba került. Miután a közigazgatási egységet 1996-ban különleges gazdasági övezetté nyilvánították, Oroszország legdinamikusabban fejlődő régiója lett. Fontos a járműgyártás (hajó, vagon, gépkocsi) és az elektronikai ipar.
Az 1940-es évek végén a birodalom különböző részeiből származó emberek - Oroszországból, Fehéroroszországból, Ukrajnából, Örményországból és Üzbegisztánból - nagy számban érkeztek. Ugyanakkor az őshonos németeket deportálták a régióból.
Az első három háború utáni évtizedben (1950 -1979) a kalinyingrádi régió lakossága pontosan kétszeresére nőtt. Az utóbbi években az ország ezen régiójában a lakosság száma lassan növekszik. 

### Települések
A Kalinyingrádi terület városai a következők (a városi cím elnyerésének évével és 2010. évi népességükkel):
| Magyar név       | Orosz név      | Város lett | Lélekszám | Közigazgatási beosztás  |
| ---------------- | -------------- | ---------- | --------- | ----------------------- |
| Kalinyingrád     | Калининград    | 1255       | 431 902   |                         |
| Szovjetszk       | Советск        | 1288       | 41 705    |                         |
| Csernyahovszk    | Черняховск     | 1336       | 40 449    | Csernyahovszki járás    |
| Baltyijszk       | Балтийск       | 1686       | 32 697    | Baltyijszki járás       |
| Guszev           | Гусев          | 1724       | 28 260    | Guszevi járás           |
| Szvetlij         | Светлый        | 1640       | 21 375    |                         |
| Gvargyejszk      | Гвардейск      | 1722       | 13 899    | Gvargyejszki járás      |
| Zelenogradszk    | Зеленоградск   | 1252       | 13 026    | Zelenogradszki járás    |
| Gurjevszk        | Гурьевск       | 1262       | 12 431    | Gurjevszki járás        |
| Nyeman           | Неман          | 1288       | 11 798    | Nyemani járás           |
| Pionyerszkij     | Пионерский     | 1254       | 11 016    |                         |
| Szvetlogorszk    | Светлогорск    | 1258       | 10 772    | Szvetlogorszki járás    |
| Mamonovo         | Мамоново       | 1301       | 7 761     |                         |
| Polesszk         | Полесск        | 1258       | 7 581     | Polesszki járás         |
| Bagratyionovszk  | Багратионовск  | 1336       | 6 400     | Bagratyionovszki járás  |
| Ozjorszk         | Озёрск         | 1724       | 4 740     | Ozjorszki járás         |
| Szlavszk         | Славск         | 1292       | 4 614     | Szlavszki járás         |
| Nyesztyerov      | Нестеров       | 1722       | 4 595     | Nyesztyerovi járás      |
| Pravgyinszk      | Правдинск      | 1312       | 4 323     | Pravgyinszki járás      |
| Laduskin         | Ладушкин       | 1314       | 3 787     |                         |
| Krasznoznamenszk | Краснознаменск | 1734       | 3 522     | Krasznoznamenszki járás |
| Primorszk        | Приморск       | 1268       | 1 956     | Baltyijszki járás       |

## Közigazgatás és önkormányzatok
A járások neve, székhelye és 2010. évi népessége az alábbi:
| Magyar név              | Orosz név              | Székhely         | Lélekszám |
| ----------------------- | ---------------------- | ---------------- | --------- |
| Bagratyionovszki járás  | Багратионовский район  | Bagratyionovszk  | 32 352    |
| Baltyijszki járás       | Балтийский район       | Baltyijszk       | 36 047    |
| Csernyahovszki járás    | Черняховский район     | Csernyahovszk    | 51 936    |
| Gurjevszki járás        | Гурьевский район       | Gurjevszk        | 52 988    |
| Guszevi járás           | Гусевский район        | Guszev           | 37 142    |
| Gvargyejszki járás      | Гвардейский район      | Gvargyejszk      | 29 926    |
| Krasznoznamenszki járás | Краснознаменский район | Krasznoznamenszk | 12 905    |
| Nyemani járás           | Неманский район        | Nyeman           | 20 132    |
| Nyesztyerovi járás      | Нестеровский район     | Nyesztyerov      | 16 213    |
| Ozjorszki járás         | Озёрский район         | Ozjorszk         | 15 316    |
| Polesszki járás         | Полесский район        | Polesszk         | 19 205    |
| Pravgyinszki járás      | Правдинский район      | Pravgyinszk      | 19 061    |
| Szlavszki járás         | Славский район         | Szlavszk         | 21 015    |
| Szvetlogorszki járás    | Светлогорский район    | Szvetlogorszk    | 14 875    |
| Zelenogradszki járás    | Зеленоградский район   | Zelenogradszk    | 32 271    |

## Turizmus

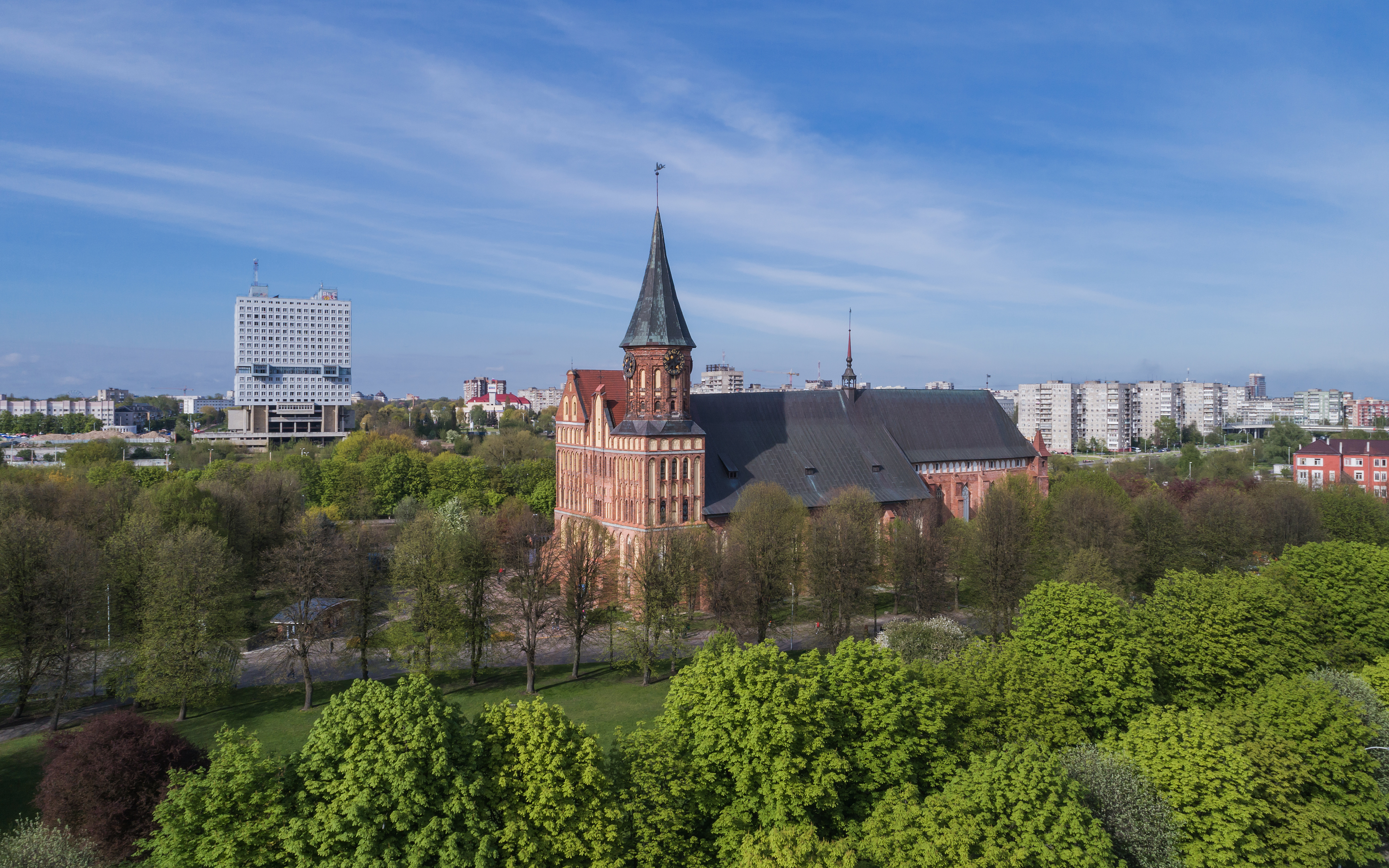
Kalinyingrád, a székhely
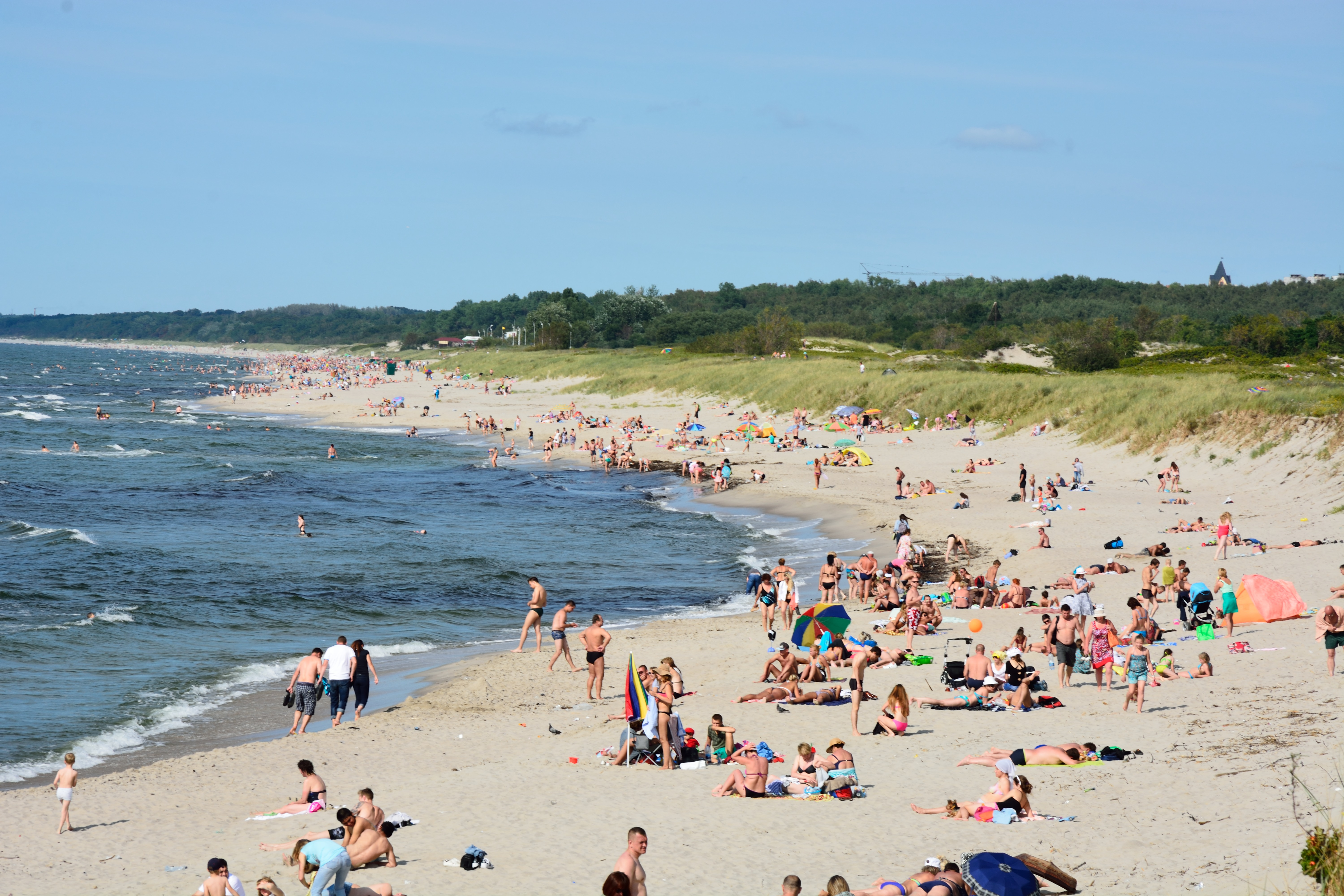
Baltiysk strand
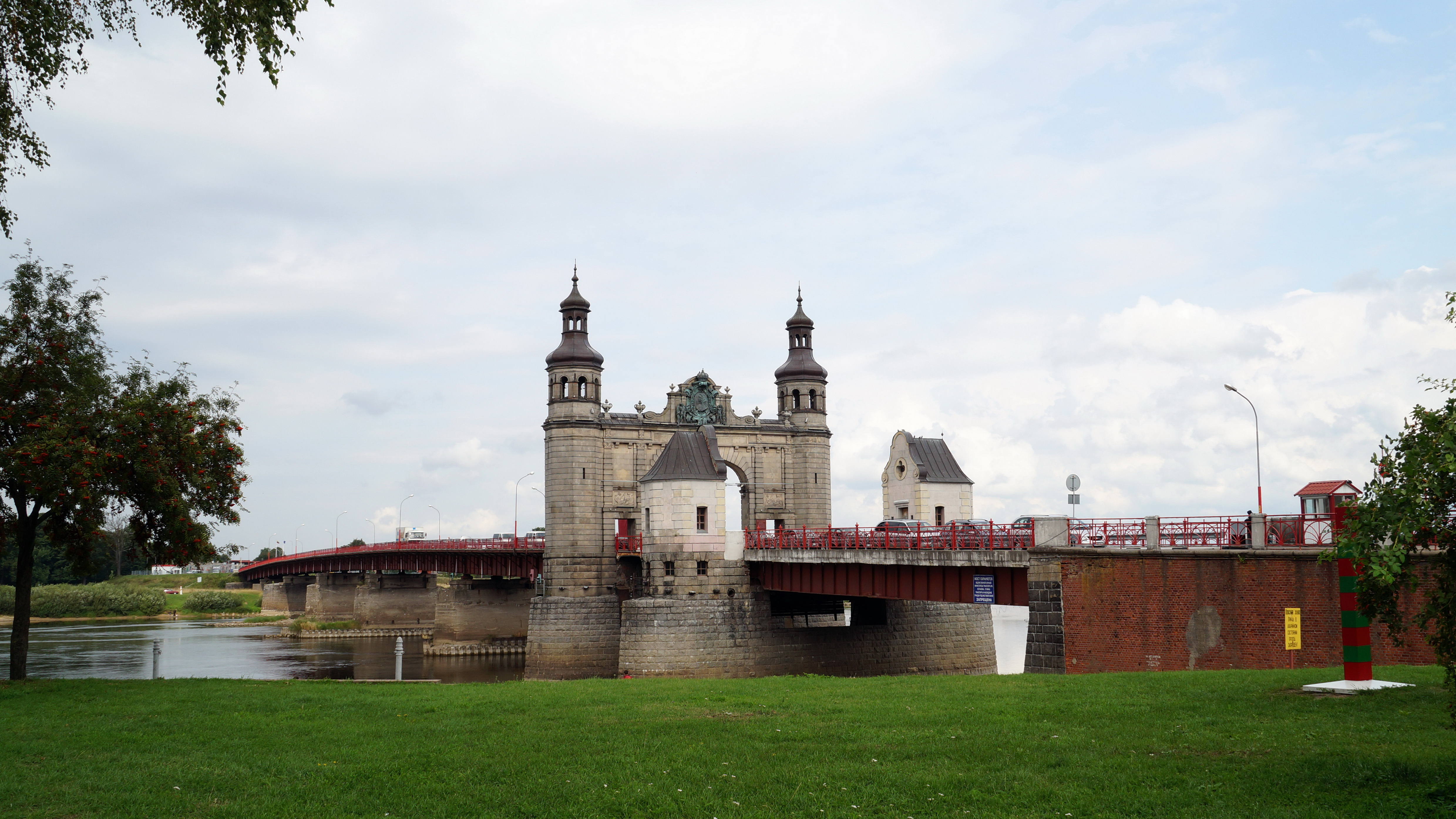
Louise királynő hídja Szovjetszkben

## Politikai vezetés
A Kalinyingrádi terület élén a kormányzó áll: 
- Nyikolaj Nyikolajevics Cukanov: 2010. szeptember 28. – 2016. július 28.
- Jevgenyij Nyikolajevics Zinyicsev: 2016. július 28. – 2016. október 6. – a kormányzói feladatokat ideiglenesen ellátó megbízott
- Anton Andrejevics Alihanov: 2016. október 6-tól megbízott, 2017. szeptember 29-től megválasztott kormányzó.[4]